# ۲۰ سال فاصله
۲۰ سال فاصله (فرانسوی: 20 ans d'écart‎) که در کشورهای انگلیسی‌زبان با عنوانِ آن پسر (انگلیسی: It Boy) پخش شد یک فیلم عاشقانهٔ فرانسوی به کارگردانی داوید مورو است که در سال ۲۰۱۳ منتشر شد.
پیر نینی بابت ایفای نقش در این فیلم برندهٔ جایزهٔ «قوی زرین» در جشنواره فیلم کبور شد.

## بازیگران
- ویرژینی افیرا
- پیر نینی
- شارل برلینگ
- ژیل کوئن
- کمی ژاپی
- میکائل ابیبول
- لویی-دو دو لانکسن
- فرانسوا سیویل
- بلانش گاردن